# Mapa ogólnogeograficzna
Mapa ogólnogeograficzna – mapa, która zawiera wszystkie główne obiekty powierzchni Ziemi (wody, zabudowy, roślinność), wraz z jej ukształtowaniem (rzeźba terenu), przedstawione z jednakowym względnym stopniem szczegółowości (wszystkie elementy przestrzeni geograficznej są równoważne). Skala map ogólnogeograficznych mieści się od 1:250 000 do 1:1 000 000.  
Jedną z najważniejszych map tego typu jest mapa topograficzna. Jest to mapa ogólnogeograficzna o treści dostosowanej do potrzeb gospodarczych. Występuje w skalach od 1:100 000 do 1:5 000. W kartografii anglosaskiej za mapy topograficzne uznaje się również mapy w skalach mniejszych np. 1:2 500 000.